# Rafael Amador Díaz Pérez
Rafael Amador Díaz Pérez es un poeta y narrador cubano que también ha incursionado en la crítica literaria y el ensayo. Nació en Holguín, Cuba el 30 de abril de 1955. Realizó estudios primarios, secundarios y bachiller, para recibirse de la enseñanza superior en la carrera de Licenciatura en Educación en la especialidad de Español y Literatura por la Universidad de Ciencias Pedagógicas “José de la Luz y Caballero” de esa ciudad. En 1998 obtuvo el Premio David de poesía y en 2008 el Premio Luis Rogelio Nogueras, ambos concursos de categoría nacional. Especialista en Asesoría radial trabaja atendiendo programas de corte cultural en Emisoras Nacionales. Miembro de la Unión Nacional de Escritores y Artistas de Cuba. 

## Datos biográficos
Se inició con el movimiento de Talleres Literarios y en la Asociación Hermanos Sainz en la década de los ochenta. Ingresa a la Asociación Hermanos Saíz y se integra al taller Literario provincial Pablo de la Torriente Brau de Holguín. Aquí obtiene premios en poesía y narrativa participando en los diferentes certámenes municipales y provinciales. En 1995 se traslada a la capital del país donde reside desde entonces.
Poeta y narrador, también ha incursionado en el Ensayo y la Crítica Literaria. Ha obtenido reconocimientos en concursos nacionales e internacionales. Con el libro Eclipse o el precio de la luz obtuvo el Premio David de poesía en el año 1998. Así mismo obtuvo el Premio Luis Rogelio Nogueras, también en el género poesía en 2008. Autor de varios poemarios y un libro de cuentos, ha publicado en revistas nacionales y extranjeras. Ha sido incluido en Antologías de Cuba y el mundo.
Vinculado desde 1995 al ICRT (Instituto Cubano de Radio y Televisión), ha sido además guionista de programas en la Emisoras Nacionales Radio Enciclopedia y Radio Rebelde. En esta última ha merecido múltiples distinciones y ha sido reconocido su trabajo artístico por más de veinte años. Tiene a su cargo dos secciones poéticas que escribe y comenta, sobre grandes figuras del universo poético, en dos Radio Revistas de variedades. Posee doble membresía de la Unión Nacional de Escritores y Artistas de Cuba por la Asociación de Escritores y por Cine, Radio y Televisión. Ha sido incluido en Antologías de Estados Unidos, España, México, República Dominicana y Cuba. Se ha desempeñado, como jurado, en certámenes y concursos del país, tanto literarios como de la radio.
Acerca de su obra ha dicho el poeta, narrador, crítico, investigador y miembro de número de la Academia Cubana de la Lengua; Roberto Méndez Martínez:
“… su poesía es precisamente, un caminar hacia la luz y en ese sentido, una bitácora de aprendizaje en el que median muchas agonías y, desde luego, el hallazgo verbal puro y asombroso (…) Por eso su belleza no es la del orbe ordenando en la medida y la melodía, sino la del rojizo relámpago que por un momento nos descubre el abismo. Poesía marcada por un salvaje afán de belleza”

## Premios
- Premio David Poesía 1998.

- Primera Mención en el Concurso Internacional de Poesía Nosside Caribe, 1999.

- Primera Mención Concurso Julián del Casal UNEAC 1999.

- Premio Luis Rogelio Nogueras Poesía 2008.

- Segundo Premio Concurso Internacional de Poesía "El mundo lleva alas", Miami, Estados Unidos, 2015.[5]

## Otros estudios
Graduado de Idioma ruso, por la Escuela Provincial de Idiomas Manuel Ascunce Domenech, de Holguín, así como de técnico medio en Derecho General. También ha cursado estudios de Diplomado de Asesoría Radial y Teoría y Técnica de Guion de Radio y de Televisión.

## Algunas publicaciones
Ha publicado los libros:
- Palabras en algún lugar (Ediciones Holguín, Cuba 1993).
- Eclipse o el precio de la luz (Ediciones Unión, La Habana, Cuba 1999), Premio David, 1998.[6]
- Universo de aguas (Ediciones Extramuros, La Habana, Cuba, 2000), mención Concurso Julián del Casal, UNEAC, 1999.[7]
- Semejante a lo eterno (Ediciones Unión, La Habana, Cuba, 2005.
- El Grito (Narrativa, cuentos) Ediciones Sociedarte, República Dominicana, Santo Domingo, 2008.[8]
- La inversión de los confines (Ediciones Extramuros, La Habana, Cuba 2009), Premio Luis Rogelio Nogueras, 2008.[9]
- La vertical de los disturbios’’ (Ediciones Letras Cubanas, La Habana, Cuba, 2011)[10]

Sus poemarios, narraciónes y ensayos han aparecido en revistas culturales extranjeras y cubanas, como Ámbito, Diéresis, Matanzas y La Gaceta de Cuba, así como en la publicación digital Cubaliteraria.

## Antologías que lo incluyen
- “El valle de las delicias” (Selección de cuentos holguineros) Ediciones Holguín, Cuba, 1994.
- “Antología de Poesía Cósmica Cubana” Editorial Frente Afirmación de Hispania, México, 2001.
- “Puente del tiempo” (Poetas holguineros), Ediciones Holguín, Cuba, 2006.
- “Palabra del mundo” (Memoria del Festival de Poesía de La Habana), Ediciones UNION 2007, La Habana, Cuba.
- “Estancias del sol” (Selección de narradores de las Antillas Españolas), República Dominicana, Santo Domingo, 2007.
- “Como cada jueves-Poesía Emergente en La Habana” Editorial Universidad Autónoma de Barcelona, España, 2008.
- “Ciudad con nosotros” (Selección de poesías a la ciudad) Ediciones, Holguín, Cuba, 2011.
- "Todo parecía" (Poesía homoerótica contemporánea cubana; temas gays y lésbicos) Ediciones La Mirada, Las Cruces, Nuevo México, EUA. 2015.

## Colaboraciones de Crítica y Ensayo en revistas culturales
- “Gabriela Mistral”, Ensayo sobre la poeta de Chile; Gabriela Mistral. Revista Cultural “Ámbito” n.º 109, Edición especial 1997, Holguín, Cuba.

- “Elegía marina o los jóvenes sin nombre”, Ensayo de Literatura comparada sobre obra del poeta de Cuba Emilio Ballagas y el Poeta español, Luis Cernuda. Revista Artística y Literaria “Matanzas” Año IX- N.º 2 de mayo- agosto 2008, Matanzas, Cuba.

- “De huecos de araña” Reseña sobre el poemario homónimo de la poeta Jamila Medina Ríos, Revista “La gaceta de Cuba”, marzo-abril, 2009, La Habana, Cuba.